# Лигушева афера
Лигушевата или Демирхисарската афера е провал в организационната мрежа в Битолски революционен окръг на Вътрешната македоно-одринска революционна организация от 1906 година вследствие разкритията и арестите от страна на османските власти след убийството на Георги Сугарев. Аферата е наречена на името на председателя на окръжния революционен комитет Петър Лигушев, за когото се смята, че е предал Георги Сугарев. От заловените архиви на убития войвода, които е носил със себе си, османските власти се сдобиват с имената на другите членове на комитета.
Легалният член на окръжния комитет Милан Матов реагира бързо и успява да спаси архива на комитета и да ограничи последиците от предателството.
На 25 февруари 1908 година са произнесени присъдите – 4 души са осъдени на доживотен затвор и 3 по на 3 години. Останалите 57 души са признати за невинни и освободени.
Петър Лигушев е осъден на доживотен затвор. Поп Тома Николов е арестуван и осъден на доживотен затвор. Лежи 9 месеца в битолския затвор, но в 1908 година след Хуриета е амнистиран. Председателят на Окръжния комитет на ВМРО поп Търпо Поповски е интерниран, Гиче Ошавков, представител на Дебърския комитет и Никола Гърков, председател на градския комитет в Битоля, бягат в България.
В окръжния комитет остават Евгени Попсимеонов – основен учител в града, Петруш Начев, търговец от Ени махале (българската махала) и Михаил Ракиджиев. Поп Търпо и Петър Лигушев са заместени от Велко Думев от град Воден и Крум Воденичаров от България, учител в Битолската гимназия.